# Вансент (Вірджинія)
Вансент (англ. Vansant) — переписна місцевість (CDP) в США, в окрузі Б'юкенан штату Вірджинія. Населення — 442 особи (2020).

## Географія
Вансент розташований за координатами 37°14′20″ пн. ш. 82°5′57″ зх. д. / 37.23889° пн. ш. 82.09917° зх. д. (37.238921, -82.099102).  За даними Бюро перепису населення США в 2010 році переписна місцевість мала площу 7,91 км², з яких 7,80 км² — суходіл та 0,10 км² — водойми.

## Демографія
Згідно з переписом 2010 року, у переписній місцевості мешкало 470 осіб у 231 домогосподарстві у складі 145 родин. Густота населення становила 59 осіб/км².  Було 282 помешкання (36/км²).
Расовий склад населення:
| - 97,2 % — білих - 0,2 % — чорних або афроамериканців - 0,2 % — азіатів |

До двох чи більше рас належало 2,3 %. Частка іспаномовних становила 0,2 % від усіх жителів.
За віковим діапазоном населення розподілялося таким чином: 14,5 % — особи молодші 18 років, 60,4 % — особи у віці 18—64 років, 25,1 % — особи у віці 65 років та старші. Медіана віку мешканця становила 49,5 року. На 100 осіб жіночої статі у переписній місцевості припадало 97,5 чоловіків;  на 100 жінок у віці від 18 років та старших — 92,3 чоловіків також старших 18 років.
Середній дохід на одне домашнє господарство  становив 24 321 долар США (медіана — 21 715), а середній дохід на одну сім'ю — 36 441 долар (медіана — 29 167). За межею бідності перебувало 25,2 % осіб, у тому числі 37,5 % дітей у віці до 18 років та 0,0 % осіб у віці 65 років та старших.
Цивільне працевлаштоване населення становило 94 особи. Основні галузі зайнятості: роздрібна торгівля — 36,2 %, мистецтво, розваги та відпочинок — 26,6 %, публічна адміністрація — 19,1 %.